# Suak Lamatan
Suak Lamatan is een bestuurslaag in het regentschap Simeulue van de provincie Atjeh, Indonesië. Suak Lamatan telt 465 inwoners (volkstelling 2010).